# 尼克希奇市鎮
43°18′00″N 19°34′00″E / 43.3000°N 19.5667°E
尼克希奇市鎮，是蒙特內哥羅的24個市镇之一，位於該國西部，行政中心为尼克希奇，面積2,065平方公里，2011年人口72,443，人口密度每平方公里35人。